# ヘンリー・フォード博物館
ヘンリー・フォード博物館（正式にはヘンリー・フォード博物館とグリーンフィールド・ヴィレッジ、英語：Henry Ford Museum and Greenfield Village）は、ミシガン州メトロ・デトロイト・エリアに属するディアボーンに位置する、エジソン学会 (Edison Institute) が管理・運営するアメリカ合衆国最大級の博物館複合施設で、アメリカ合衆国国定歴史建造物に指定されている 。名前は自動車産業で偉大な足跡を遺し、この博物館を計画・建設したヘンリー・フォードに由来する。
49,000 m²ある屋内展示中心のヘンリー・フォード博物館には、フォード劇場のエイブラハム・リンカーンの椅子や、ジョン・F・ケネディの車などがある。入館直後の広間には、この建物の鍬入れ式に出席した、エジソンが使ったスコップが立てられている。また、広大な敷地 (360,000 m²) を有するグリーンフィールド・ヴィレッジにはトーマス・エジソンの研究所、ライト兄弟の自転車屋他、周囲を巡る蒸気機関車、さらにはリバーシップ（乗船可能）など開拓以降の歴史的建造物や乗り物が保存されている。
ヘンリー・フォードは彼の博物館についてこう語った。
| 「 | I am collecting the history of our people as written into things their hands made and used.... When we are through, we shall have reproduced American life as lived, and that, I think, is the best way of preserving at least a part of our history and tradition... | 」 |

## 歴史
エジソン・インスティテュートは大統領ハーバート・フーヴァーによって、フォードの長年の友人であるエジソンに対して1929年10月21日電球の発明50周年を祝って寄贈された。260人が集まり祝福した。
エジソン・インスティテュートはグリーンフィールド・ヴィレッジにある。

## ギャラリー

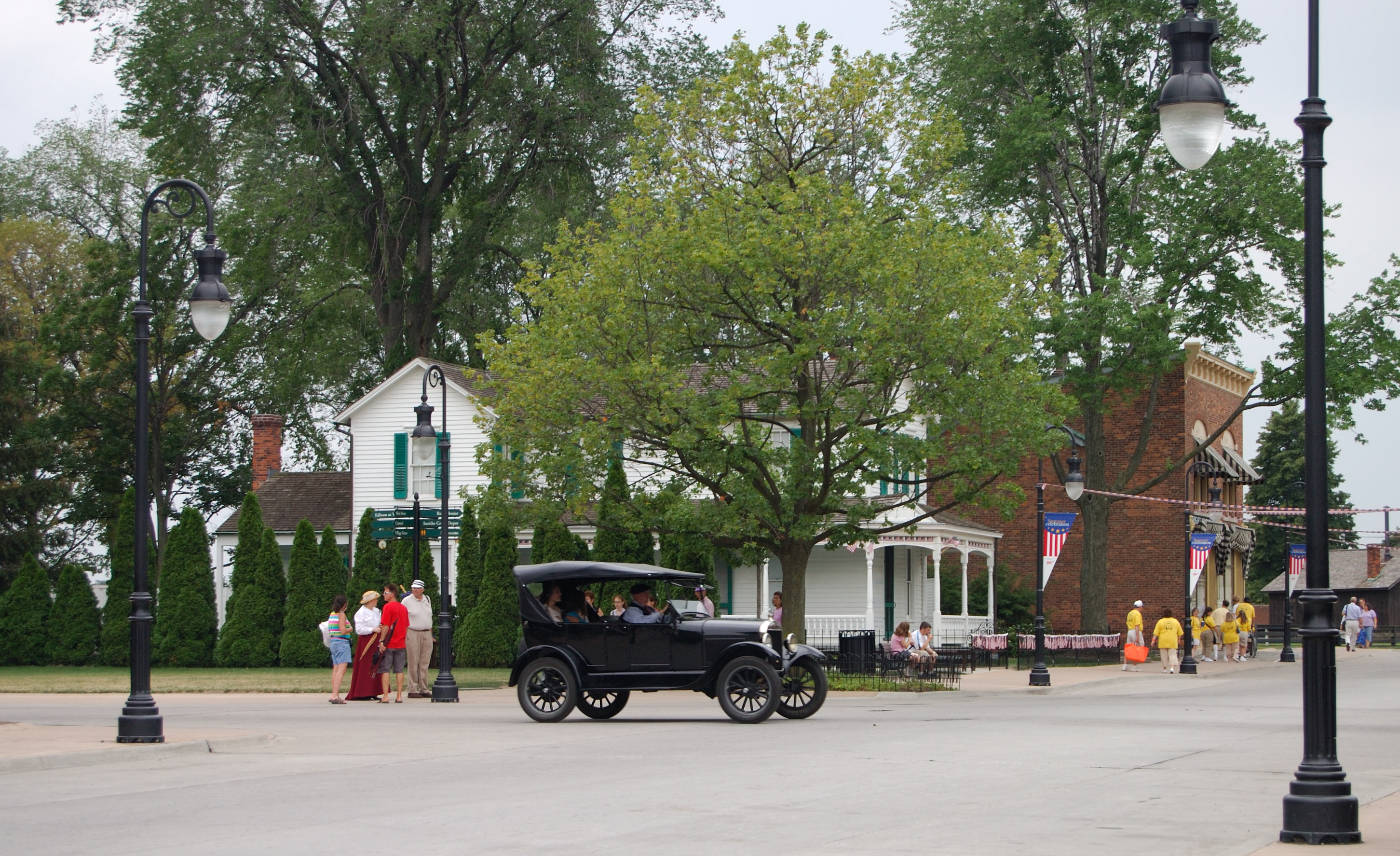
ライト兄弟の家と自転車屋
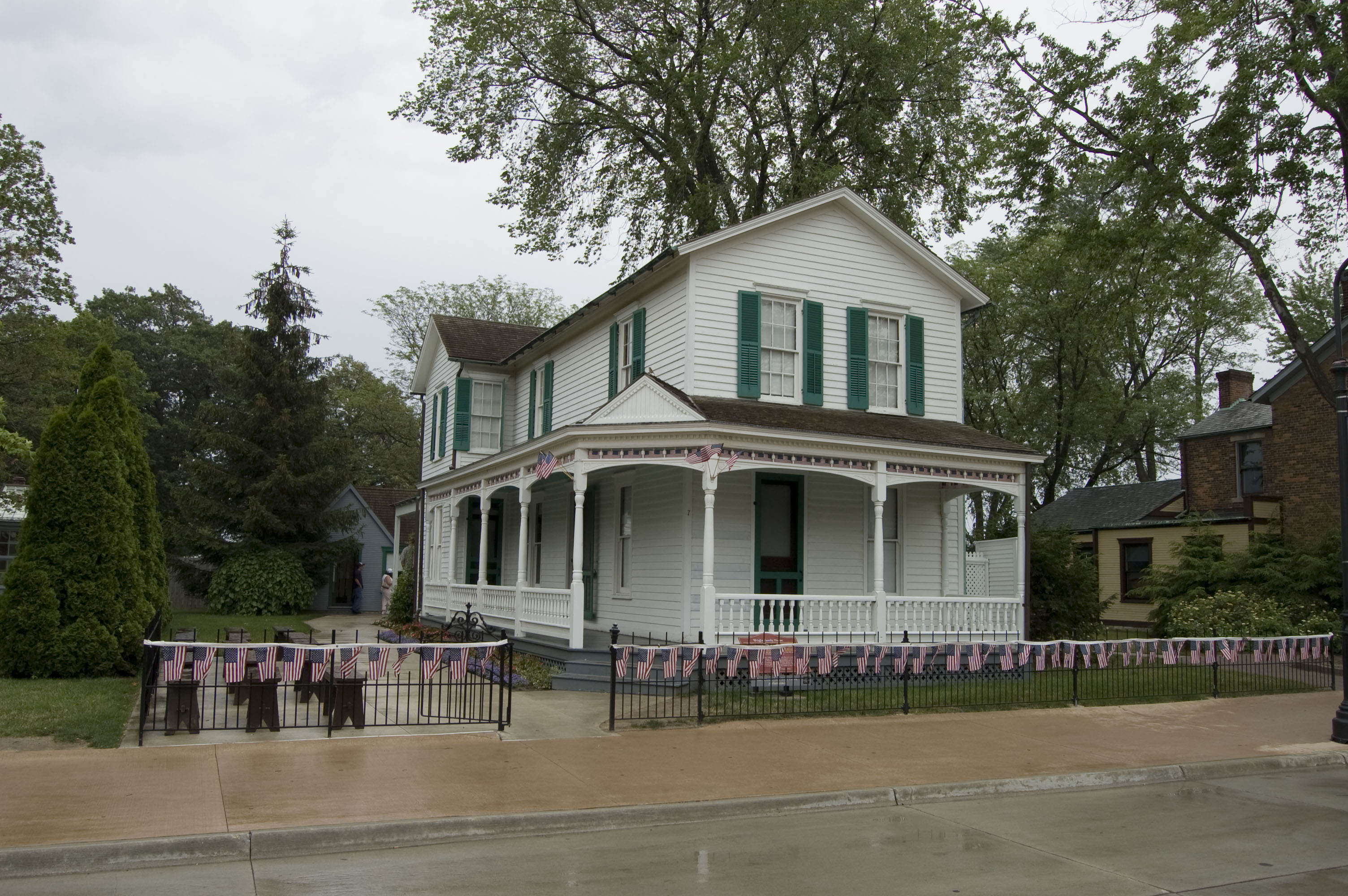
ライト兄弟の家。元はオハイオ州デイトンにあったのを移設した。
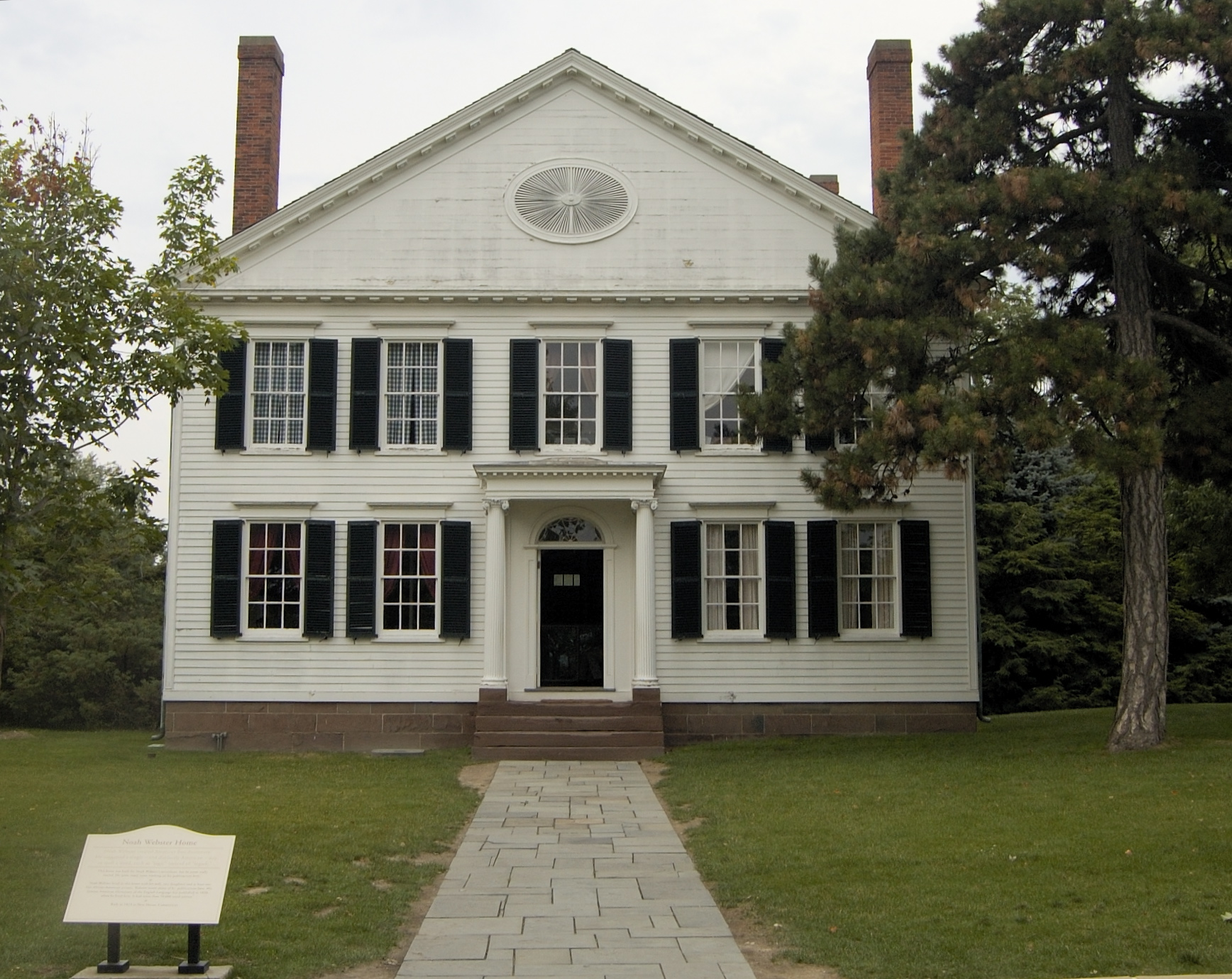
ノア・ウェブスターの家
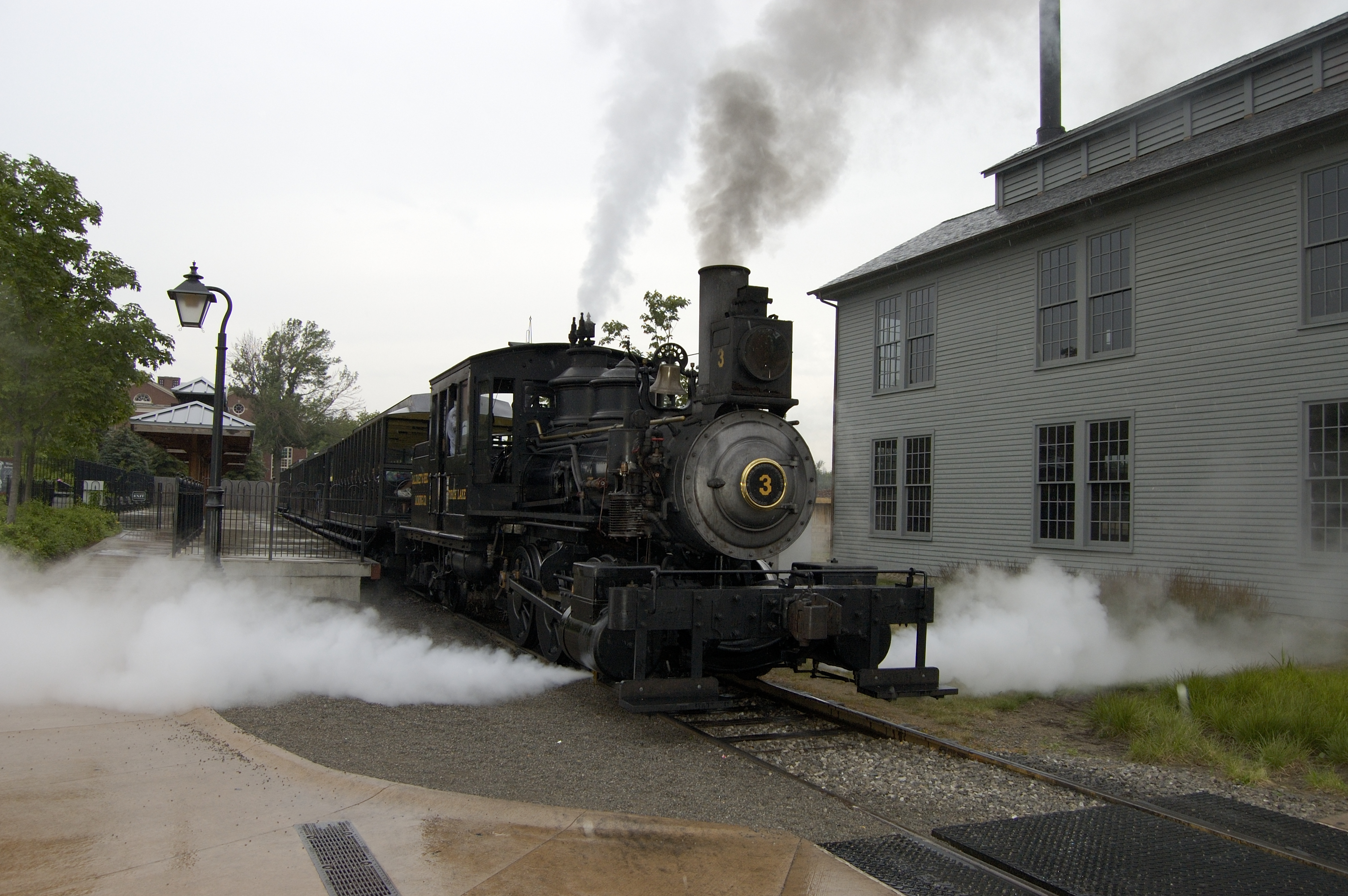
蒸気機関車
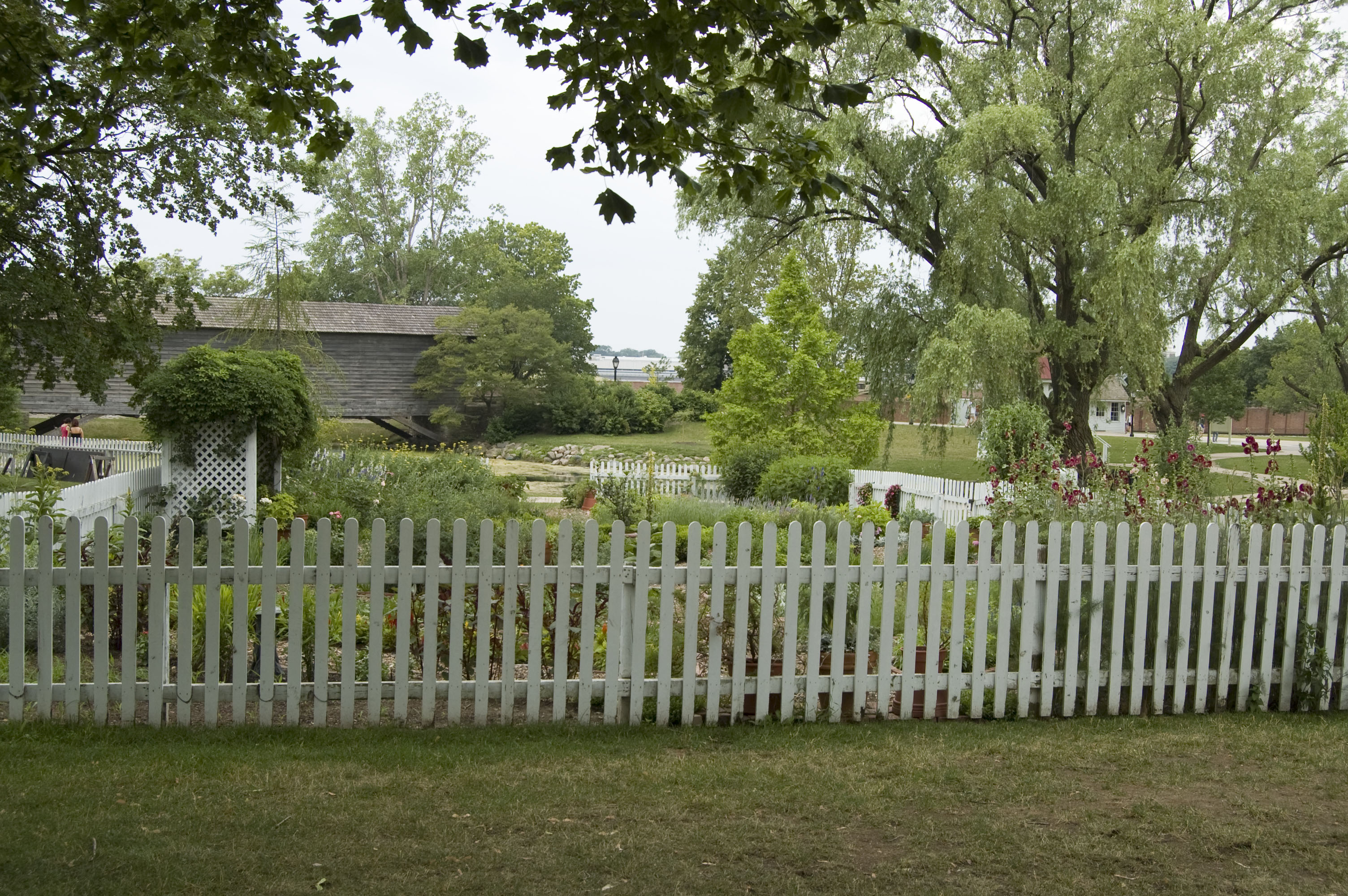
庭と橋
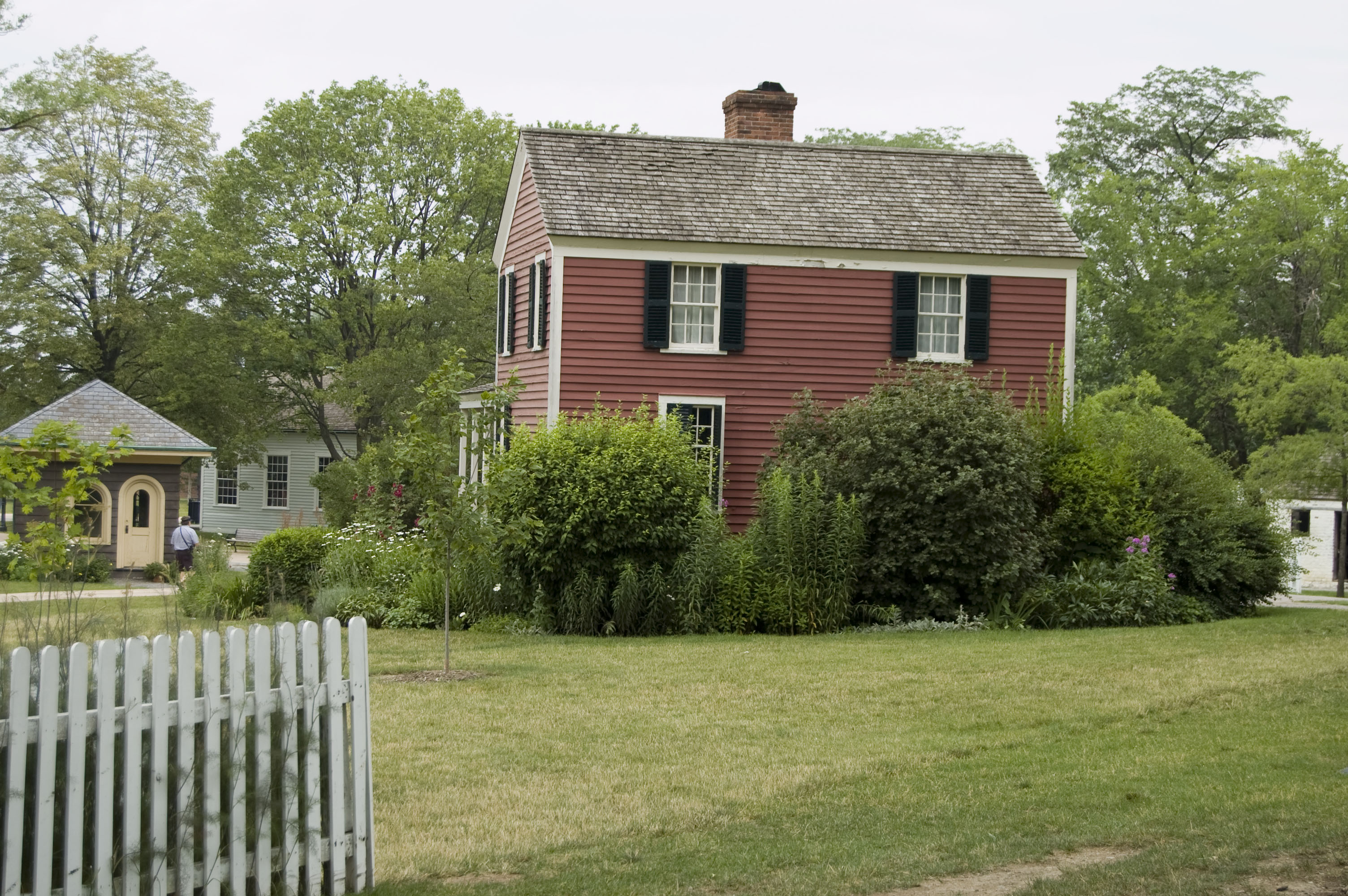
ルーサー・バーバンクの生家
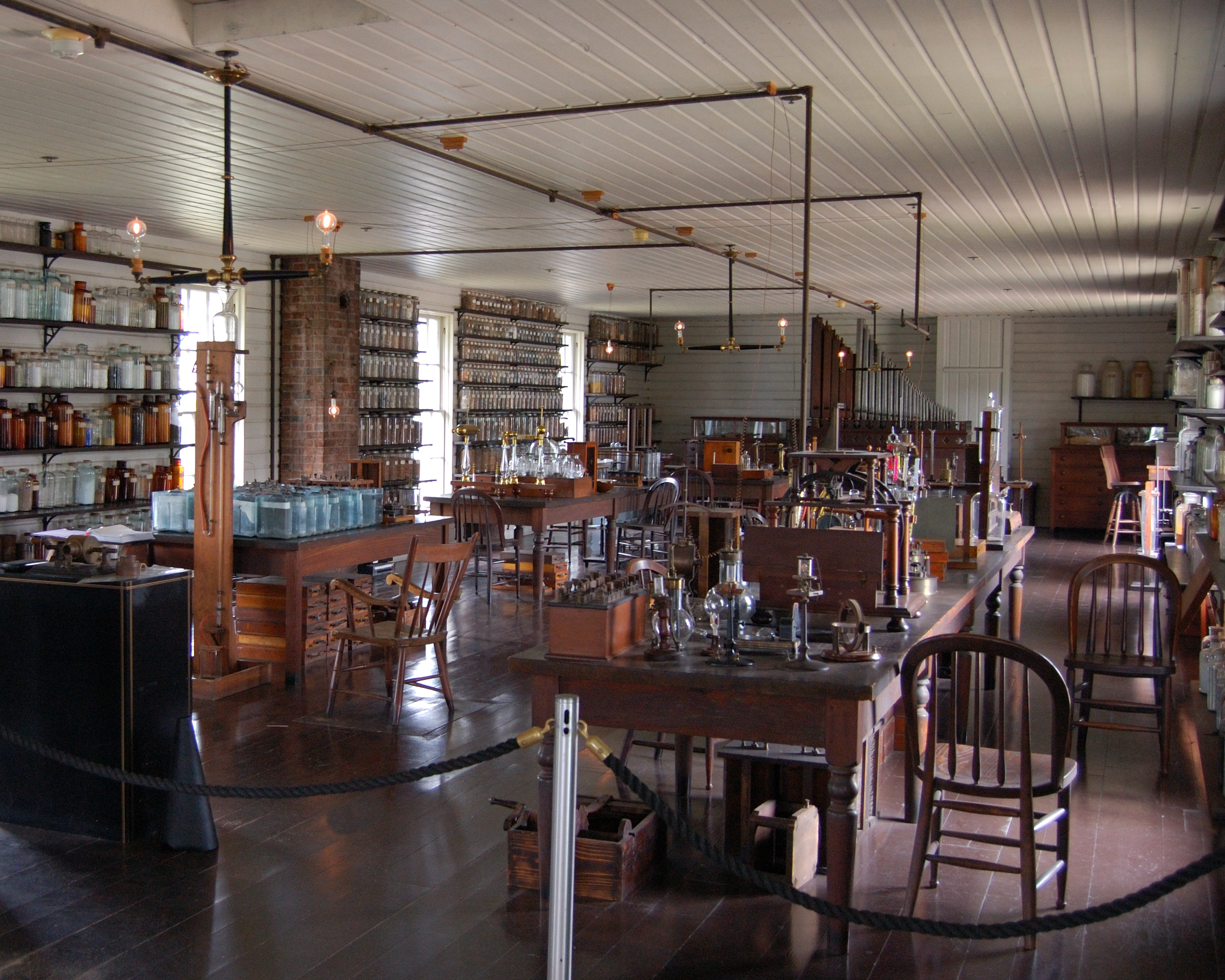
エジソンのメンローパーク研究所の上階
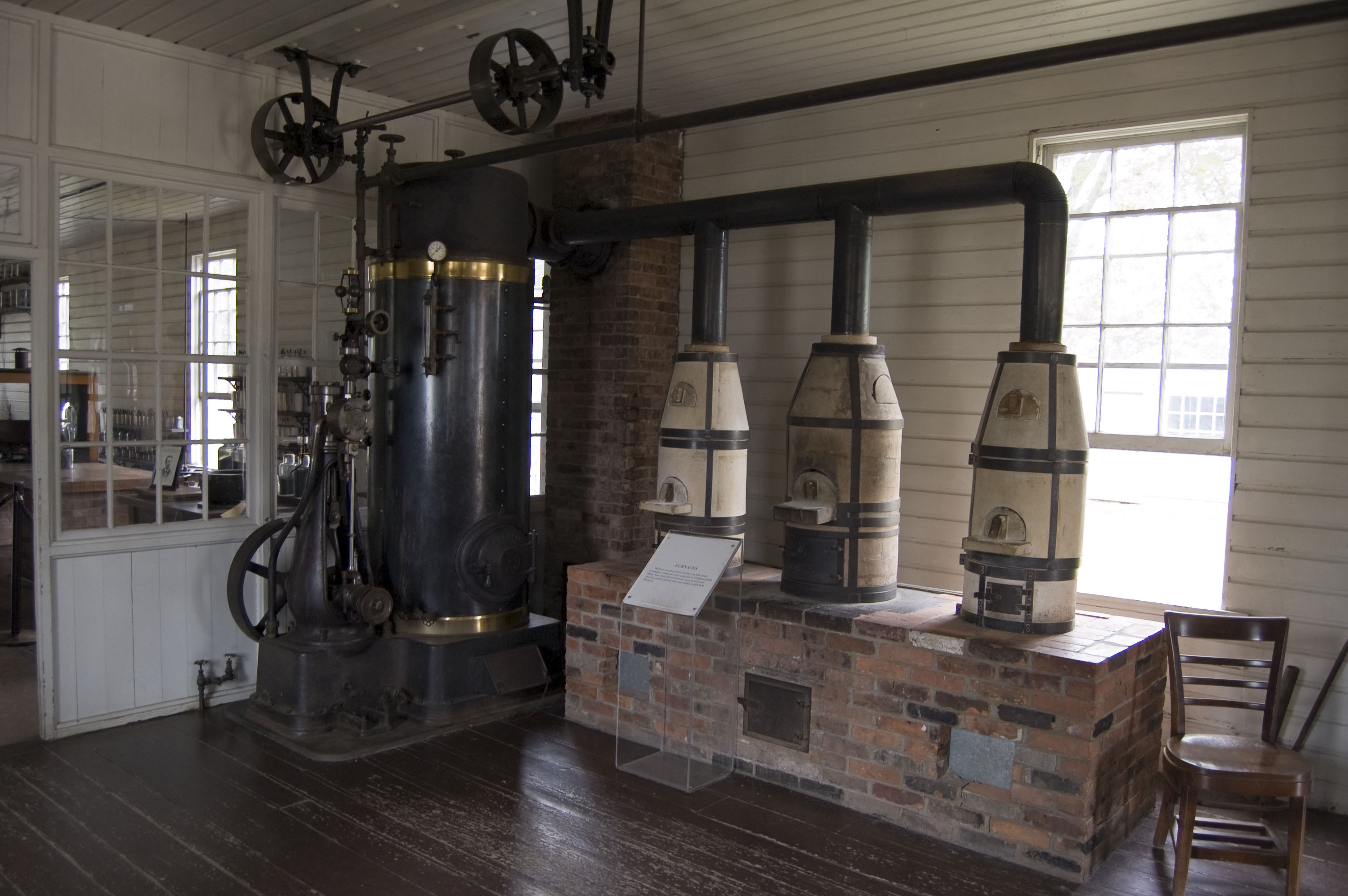
エジソンのメンローパーク研究所内のるつぼ。左はボイラーと小型蒸気機関。
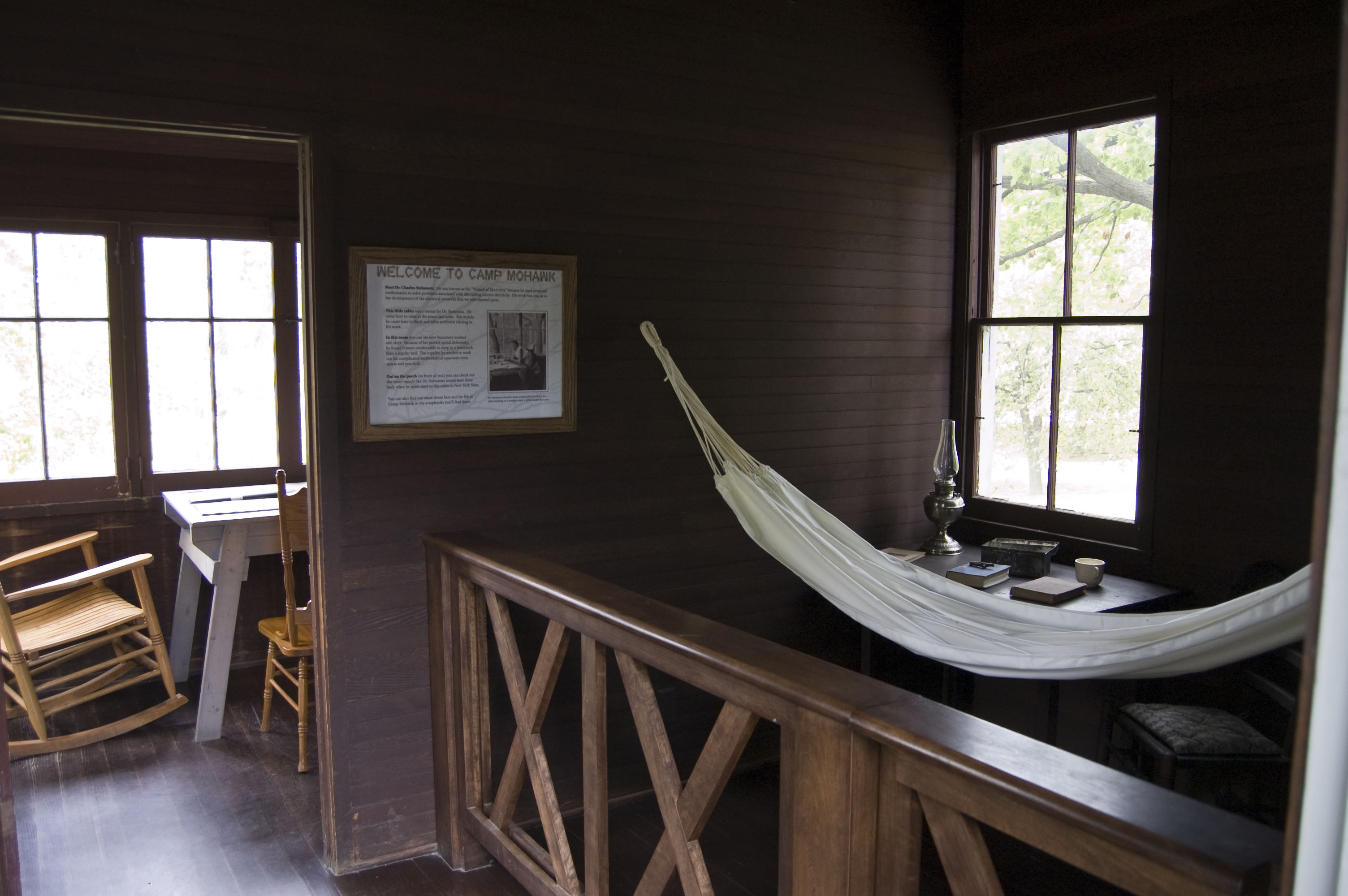
ニューヨーク州スケネクタディから移設されたスタインメッツの小屋
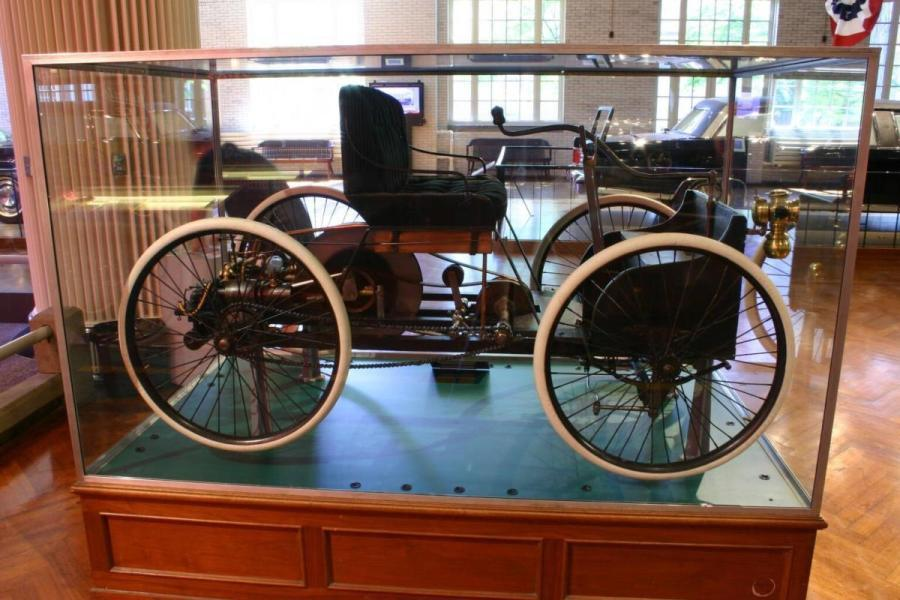
1896年 フォード・4輪車
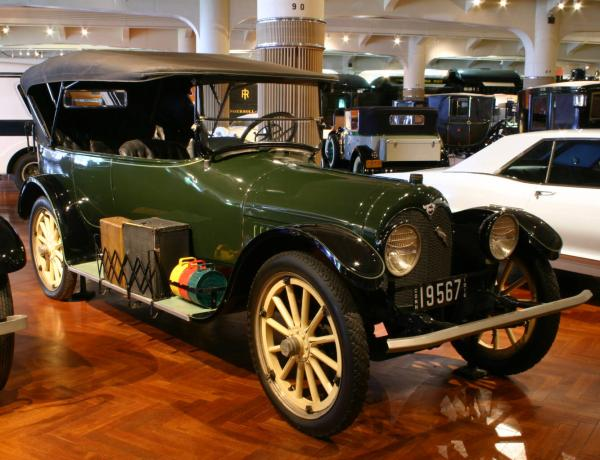
1916年式 アンダーソン
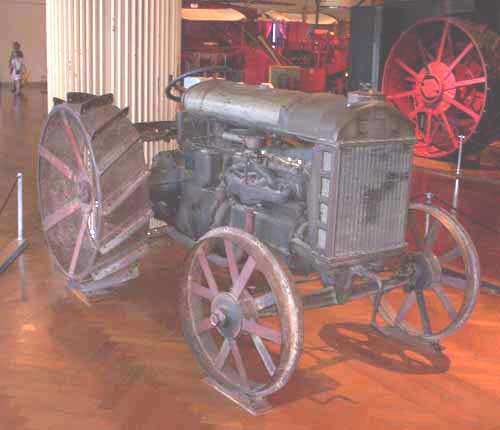
フォードソントラクター No.1
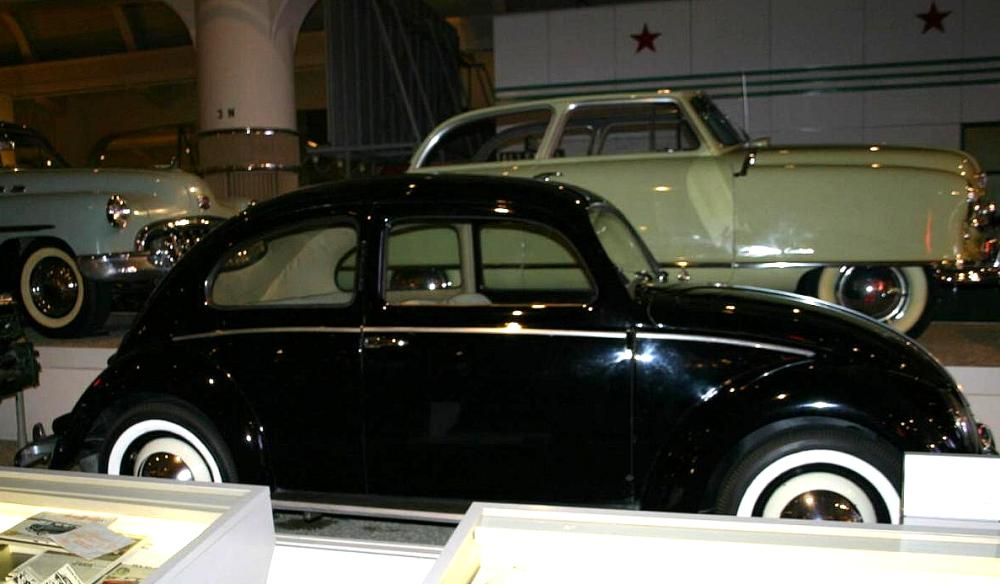
1949年式フォルクスワーゲン
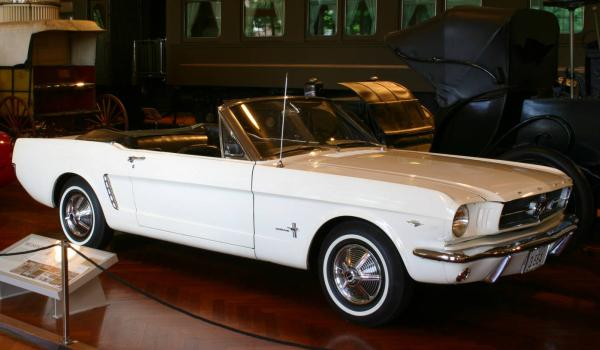
最初の1965年式フォード・マスタング
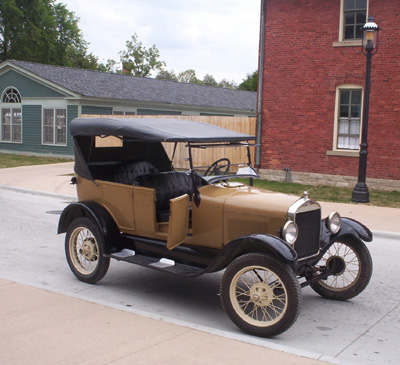
フォード・モデルT
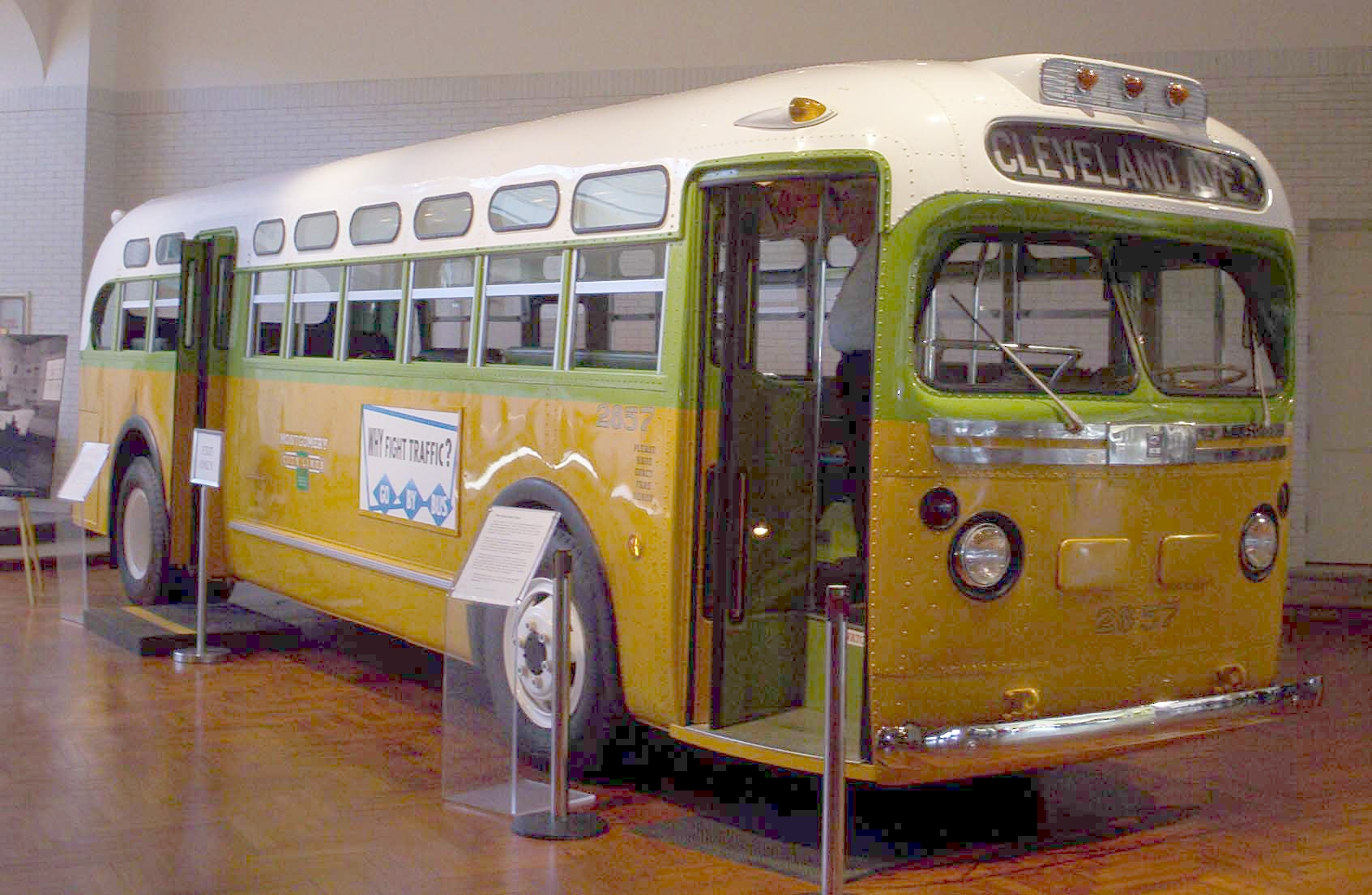
ローザ・パークスが逮捕されたバス。公民権運動の発端となる。
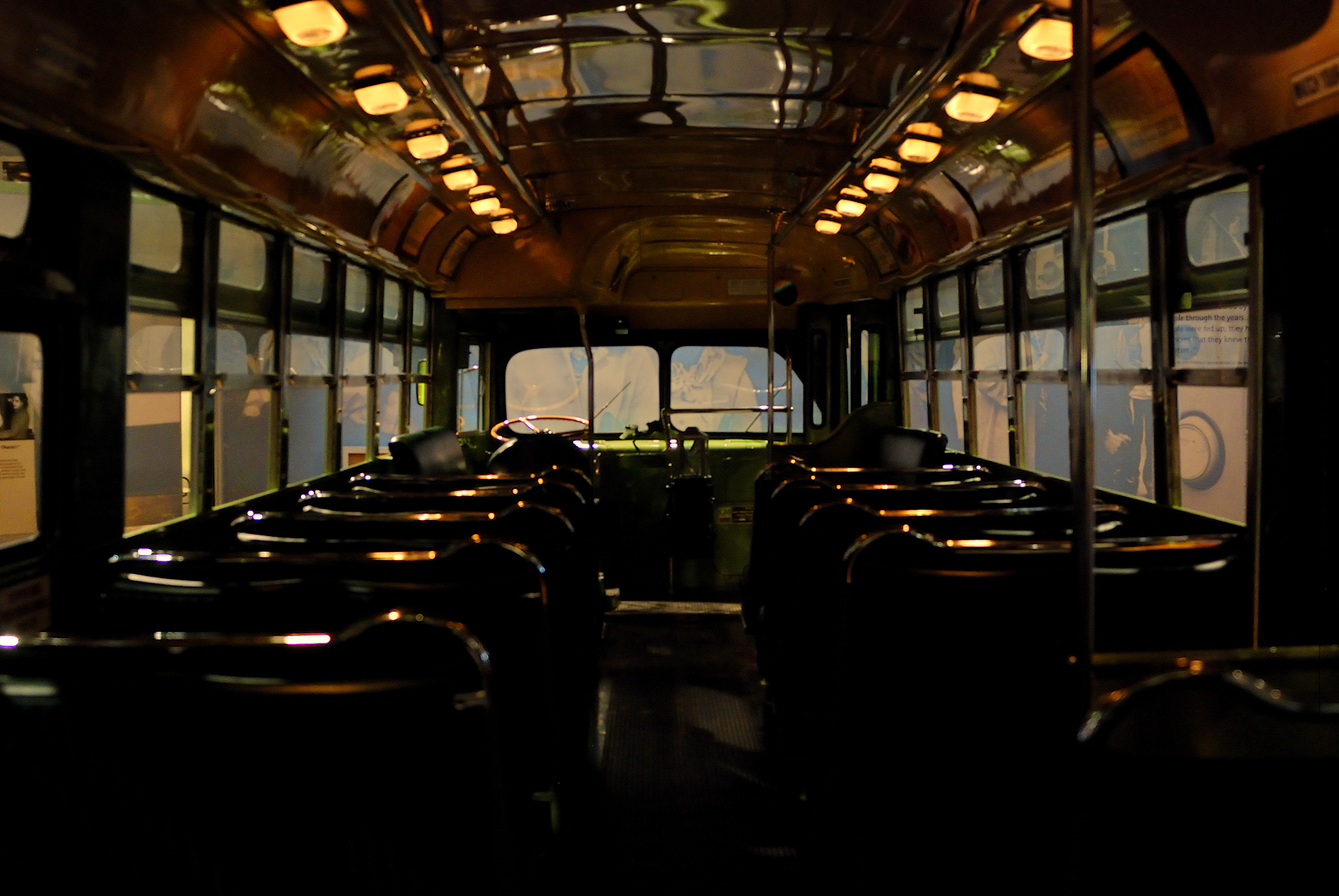
ローザ・パークスが逮捕されたバスの車内

## 関連文献
- Cantor, George (2005). Detroit: An Insiders Guide to Michigan. University of Michigan Press. ISBN 0472030922
- Fisher, Dale (2003). Building Michigan: A Tribute to Michigan's Construction Industry. Grass Lake, MI:  Eyry of the Eagle Publishing. ISBN 1891143247
- Hill, Eric J. and John Gallagher (2002). AIA Detroit: The American Institute of Architects Guide to Detroit Architecture. Wayne State University Press. ISBN 0-8143-3120-3
- Meyer, Katherine Mattingly and Martin C.P. McElroy with Introduction by W. Hawkins Ferry, Hon A.I.A. (1980). Detroit Architecture A.I.A. Guide Revised Edition. Wayne State University Press. ISBN 0-8143-1651-4